# Hasselbach (Morgenbach)
Der Hasselbach ist ein 684 m langer, südlicher und rechter Zufluss des Morgenbachs im rheinland-pfälzischen Landkreis Mainz-Bingen, der im Gebiet von Weiler bei Bingen verläuft.

## Geographie

### Verlauf
Der Hasselbach entspringt im Waldgewann Entenphul des Binger Stadtwaldes auf einer Höhe von 335 m ü. NHN etwa 300 Meter südlich der K 29 und des Wanderparkplatzes Steckeschlääferklamm in einem Mischwald. Seine Quelle liegt knapp 300 Meter östlich des Nordostrands der zur Ortsgemeinde Waldalgesheim gehörenden Wochenend- und Ferienhäuser Siedlung In der Hasselbach.
Der Hasselbach fließt zunächst am Westfuß des 390,3 m ü. NHN hohen Veitsbergs  entlang in nördlicher Richtung und wird bachabwärts auf seiner linken Seite von einem zweiten Quellast verstärkt. Etwas nördlich davon beim Wanderparkplatz Steckeschlääferklamm kreuzt ihn der Kieskautweg. Er unterquert nun die K 29 und betritt dann das Naturschutzgebiet Morgenbachtal. Er durchfließt danach durch die von einem Buchen- und Eichenmischwald gesäumte Steckeschlääferklamm und wird dabei von einem leicht begehbaren, kurzen Streckenweg begleitet, der über zahlreiche Brücken führt und an mehr als 65 handgeschnitzten Waldgeistgesichtern (Kobolde, Gnome, Zwerge und andere Fabelwesen) vorbeiläuft.
Knapp einen halben Kilometer später verlässt der Bach das Naturschutzgebiet und mündet kurz danach südlich des Freizeitheims Jägerhaus auf einer Höhe von 289 m ü. NHN  von rechts in den aus dem Westen heranziehenden Morgenbach.
Der 684 m lange Lauf des Hasselbachs endet ungefähr 46 Höhenmeter unterhalb seiner Quelle, er hat somit ein mittleres Sohlgefälle von circa 67 ‰.

### Einzugsgebiet
Das 0,76 km² große Einzugsgebiet des Hasselbachs liegt im Binger Wald und wird durch ihn über den Morgenbach und den Rhein zur Nordsee entwässert. Das Einzugsgebiet ist fast vollständig bewaldet.